# Asunción
Asunción (španjolski: Asunción, guaranski: Paraguay) je glavni i najveći grad Paragvaja. Zvan je i Majkom gradova, jer su iz njega odlazile kolonijalne ekspedicije u druga područja.
Uži dio grada, zvan Nuestra Señora de la Asunción (Naša Gospa od Uzašašća) utemeljen je na blagdan Velike Gospe, 15. kolovoza 1537. Osnivači su bili Juan de Salazar i Gonzalo de Mendoza, brat Pedra de Mendoze.
Asunción se nalazi na lijevoj obali rijeke Paraguayi, na 25°17' južne zemljopisne širine i 57°38' zapadne zemljopisne dužine. Prema procjeni iz 2006. godine, imao je 507.574 stanovnika.
Urbana aglomeracija grada Asuncióna, zvana i Gran Asunción, uključuje i gradove San Lorenzo, Fernando de la Mora, Lambaré, Luque, Mariano Roque Alonso, Ñemby i Villa Elisa; ovi gradovi zajedno imaju preko 1,8 milijuna stanovnika.
U gradu se nalazi palača Palacio de los López, gdje se nalazi predsjednik države. Prije je služila i kao kazalište, privatno vlasništvo irske ljubavnice diktatora i hotel. Blagovaonica je urešena stropnim slikarijama od plavih puzavaca. Sredinom 1950-ih tvornica u Asunciónu proizvodila je godišnje 100 000 konzerva goveđeg mesa, a diljem grada bilo je raštrkano 30 nogometnih igrališta.

## Promet
Zračna luka Silvio Pettirossi‎ međunarodna je zračna luka, smještena u predgrađu Luque, najprometnija je zračna luka u Paragvaju.

## Vanjske poveznice
- Službena stranica (šp.)

### Ostali projekti
|  | Zajednički poslužitelj ima još gradiva o temi Asunción |